# Вязание на вилке
Вязание на вилке — вязание крючком на куске толстой проволоки, согнутой в виде буквы «U».
При вязании на вилке используется крючок. На вилке с помощью крючка вывязываются ажурные полосы, которые называют миньярдизами. Крючок, вилка и нитки должны соответствовать друг другу по толщине. Ряд вязания идет строго по центру вилки. Начинают вязать от изгиба вилки, постепенно продвигаясь к её концам так, чтобы впоследствии кружево спадало с них и его легко можно было снять. Вещи, связанные на вилке, пластичны и ажурны, а сам процесс вязания занимает гораздо меньше времени, чем просто вязание спицами или крючком: готовое изделие собирается из ажурных полос.
Вариантов соединения полос, связанных на вилке, много. Это соединение открытых петель полосы между собой, соединение прямых и волнистых лент с помощью обвязки крючком, а также соединение полосок с помощью мотивов. Вязание на вилке подходит для изготовления шалей, жилетов, одеял и других изделий. Связанные на вилке ажурные полосы могут быть использованы в качестве украшения для изделий из других материалов.